# Franz Jäde
Franz Leonhardt Jäde; auch Jaede oder Gäde (* 1813 in Weimar; † 4. Oktober 1890) war ein deutscher Maler und Zeichner in Weimar.

## Leben
Franz Jäde studierte u. a. an der Akademie der Bildenden Künste München, dort ab 1837.
Jäde war der Bruder des Schriftstellers Heinrich Jäde (1815–1873) und Sohn des Hofschreibers und Schneidermeisters Johann Siegfried Jäde (1780–1830). Beim Großherzoglichen Museum in Weimar hatte der Bauführer Carl Stegmann sich hauptsächlich an den Zeichenlehrer der Freien Mal- und Zeichenschule Franz Jäde gewandt, welcher dort Perspektive lehrte. Außerdem unterhielt er eine umfangreiche Modellier- und Zeichenschule. Er lehrte auch technisches Zeichnen und Entwerfen von Handwerks- und Industrieprodukten. Es entstand gewissermaßen ein „Stegmann-Jäde-Institut“ in dem von Stegmann geplanten Museumsbau. Einer der Schüler aus dieser Anstalt war der zur Weimarer Malerschule zuzurechnende Richard Lorenz. Ein weiterer Schüler namens Robert Härtel hatte den Vimaria-Brunnen geschaffen. Auch verdankte Adolf von Donndorf Jäde mancherlei Förderung, der dessen außergewöhnliches Zeichentalent erkannte. Der wohl berühmteste seiner Schüler war aller Wahrscheinlichkeit nach Emile Gallé aus Nancy, der sich als Meister für Kunstgläser des stil nouveau einen Namen machte. Im Jahre 1859 wurde Jäde zum Lehrer an der Weimarer Baugewerkenschule berufen. Es wurde im Großherzogtum Sachsen-Weimar-Eisenach die Zeichenmethode nach Franz Jäde für den Zeichenunterricht an den Volksschulen für verbindlich erklärt. Von Jäde existieren viele Stadtansichten von Weimar u. a. im Stadtmuseum  Weimar.
Jäde wirkte auch als Kinderbuchautor zusammen mit seinem Bruder Heinrich, bzw. Buchillustrator. Jäde wurde der Verdienstorden zum Weißen Falken verliehen.
Franz und Heinrich Jäde waren auch in der Weimarer Sportbewegung aktiv. Sie begründeten den Weimarer Turnverein.

## Werke
- Franz Jäde: Beiträge zur Anleitung im Zeichnen ornamentaler, vornehmlich spiralförmiger Figuren, Hermann Böhlau, Weimar 1887.
- Franz und Heinrich Jäde: Das Roggen-Körnlein, C. Flemmings Verlag, Glogau [1852].